# Нахгальцев, Лев Николаевич
Лев Николаевич Нахгальцев (1927—2006) — советский и российский инженер и организатор науки, кандидат технических наук. Директор Рижского научно-исследовательского института радиоизотопного приборостроения (1977—1991).

## Биография
Родился 10 апреля 1927 года в городе Горьком, воспитывался одной матерью.
С 1942 года после окончания семи классов средней школы и не оконченного курса в Горьковском дизелестроительном техникуме, в период Великой Отечественной войны в возрасте пятнадцати лет, Л. Н. Нахальцев начал свою трудовую деятельность учеником токаря на Горьковском авиационном заводе имени  С. Орджоникидзе Народного комиссариата авиационной промышленности СССР, в период войны завод занимался выпуском военной продукции для нужд Военно-Воздушных Сил. С августа 1944 года был призван в ряды Рабоче-Крестьянской Красной армии, и направлен для обучения во Вторую Московскую авиационную школу механиков спецслужб, которую окончил в 1945 году. 
С 1946 года был прикомандирован к Первому главному управлению при Совете Министров СССР и направлен в закрытый город Саров, где начал работать токарем-инструментальщиком  в Лаборатории №2 АН СССР КБ-11. С 1948 по 1953 годы обучался на вечернем  отделении  Московского политехникума, по окончании которого получил специализацию техник-физик-экспериментатор. С 1954 по 1959 годы обучался на заочном отделении Московского инженерно-физического института.
С 1953 по 1966 годы работал инженером, старшим инженером, заместителем начальника и начальником опытного производства Опытного завода №1 ВНИИЭФ. Л. Н. Нахгальцев был одним из основателей и с 1966 по 1977 годы, в течение одиннадцати лет, был главным инженером и первым заместителем директора Горьковского конструкторско-технологического бюро измерительных приборов.
С 1977 по 1991 годы, в течение четырнадцати лет, Л. Н. Нахгальцев являлся директором Рижского научно-исследовательского института радиоизотопного приборостроения. В 1978 году Л. Н. Нахгальцеву была присуждена учёная степень — кандидат технических наук. 
Скончался 5 июня 2006 года в Нижнем Новгороде.

## Семья
- Отец - Нахгальцев Николай Васильевич (1888-1928) - революционер, работал руководителем на кожевенных предприятиях Нижегородской области, в Московском интендантстве.
- Мать - Нахгальцева (Канеп) Мария Карловна (1893-1962) -медсестра
- Сестра - Нахгальцева Нина Николаевна
- Супруга - Гуреева Юлия Николаевна (1921-2002)
  - Дочь - Нахгальцева (Глушкова) Лариса Львовна (1952)
    - Внук - Глушков Андрей Александрович (1981)
      - Правнуки: Глушков Федор Андреевич(2013), Глушкова Полина Андреевна (2017)

    - Внучка - Глушкова (Агеева) Мария Александровна (1976) - юрист
      - Правнучка - Агеева Варвара Андреевна (2009)

## Награды
- Орден Октябрьской революции (1976)
- Орден Трудового Красного Знамени (1971)
- Орден Дружбы народов (1986)
- Медаль «За доблестный труд в Великой Отечественной войне 1941—1945 гг.»